# Howard Hughes
Howard Robard Hughes, Jr. (n. 24 decembrie 1905, Houston, Texas, SUA – d. 5 aprilie 1976, Houston, Texas, SUA) a fost un aviator, inginer, industriaș, producător/regizor de film, filantrop american și unul dintre cei mai bogați oameni din lume. Acesta a câștigat faimă la sfârșitul anilor 1920 ca producător de film independent, realizând filme cu buget ridicat și de cele mai multe ori controversate, precum Hell's Angels, The Outlaw. Hughes a fost unul dintre cei mai influenți aviatori din istorie. El a doborât numeroase recorduri de viteză în aer (pentru care a câștigat numeroase premii), a construit avionul Hughes H-1 Racer și H-4 "Hercules" aircraft, a cumpărat și dezvoltat Trans World Airlines. Hughes este amintit pentru stilul de viață excentric și izolat, datorat tulburării sale obsesiv-compulsive. Moștenirea lăsată de Hughes este Institutul de medicină Howard Hughes.

## Primii ani
Locul nașterii lui Howard Hughes, Jr. este disputat între Humble sau Huston, Texas; data este de asemenea disputată. Hughes susținea că ziua lui de naștere este în Ajunul Crăciunului.
Părinții lui au fost Allene Stone Gano și Howard R. Hughes, Sr.. 
Hughes a dovedit aptitudini extraordinare în inginerie, construind primul transmițător radio din Huston, la vârsta de 11 ani.  La vârsta de 12 ani, Hughes a fost fotografiat într-un ziar local ca fiind primul băiat din Huston care are o bicicletă motorizată, pe care a construit-o singur, folosind părți dintr-un motor cu aburi al tatălui său. Hughes a fost un student detașat. Îi plăcea matematica și zborul, luând lecții de zbor de la vârsta de 14 ani. Apoi, a luat cursuri de matematică și inginerie la Caltech.
Allene Hughes a murit în anul 1922 din cauza unor complicații la o sarcină extrauterină. În ianuarie 1924, Howard Hughes Sr. a murit în urma unui atac de cord. Pierderea celor doi se pare că l-au inspirat pe Hughes să înființeze un laborator de cercetare medicală, în anul 1925, la vârsta de 19 ani. După decesul părinților, Hughes a moștenit 75% din averea familiei.
Hughes a renunțat la studiile de la Universitatea Rice la scurt timp după moartea tatălui său. Pe 1 iunie 1925 s-a căsătorit cu Ella Botts Rice (1904-1992), fiica lui David Rice și Martha Lawson Botts de Huston, Texas. Apoi, Hughes s-a mutat în Los Angeles, unde spera să devină cunoscut făcând filme.

## Anii la Hollywood

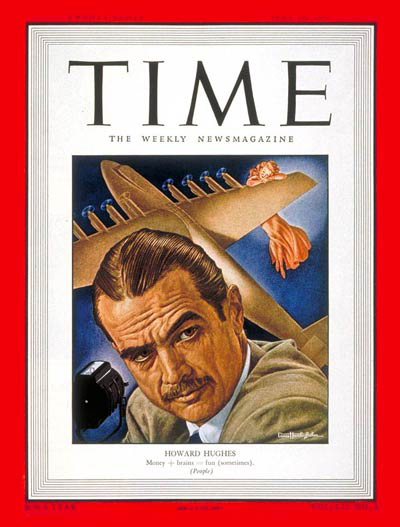
Hughes pe coperta Time, 1948

Primele sale două filme, "Everybody's acting" (1927, în limba română= "Toată lumea joacă teatru") și "Two Arabian Knights" (1928, în limba română= "Doi Cavaleri Arabi") au fost  succese financiare, câștigând și anumite premii. Apoi, filmele "The Racket"(1928, în limba română= Scandalul) și "The Front Page" (1931, în limba română- Prima pagină) au fost nominalizate pentru Premiile Academiei. Hughes a cheltuit 3,8 milioane de dolari pentru a realiza "Hell's Angels" (Îngerii iadului), un film despre aviație, lansat în anul 1930. Apoi, a realizat alt succes, Scarface, în 1932. Mai târziu a făcut "The Outlaw", în rol principal fiind Jane Russell, pentru care Hughes a conceput un sutien special (pe care, apoi, Jane a hotărât să nu îl poarte din cauză că nu i se potrivea). Scarface și The Outlaw au primit o atenție deosebită din partea cenzorilor; Scarface pentru violență, The Outlaw pentru costumele sumare ale lui Jane Russell.
Soția lui Hughes s-a întors în Huston în 1929 și a divorțat. Hughes a fost văzut cu multe femei cunoscute, printre care Billie Dove, Bette Davis, Ava Gardner, Olivia de Havilland, Katharine Hepburn și Gene Tierney. De asemenea, a cerut-o și pe Joan Fontaine de câteva ori, conform autobiografiei sale No Bed for Roses. Bessie Love a fost amanta lui Hughes în timpul primei sale căsnicii. Jean Harlow l-a acompaniat la premiera filmului Hell's Angels, dar Noah Dietrich a scris mulți ani mai târziu că relația lor a fost strict profesională—lui Hughes îi era antipatică. În cartea sa din anul 1971, Howard: The Amaizing Mr. Hughes, Dietrich spune că Hughes a plăcut-o și respectat-o pe Jane Russell, dar nu a avut o relație romantică cu ea. Conform autobiografiei lui Jane, Hughes a încercat să se culce cu ea într-o seară, după o petrecere. Russell (care era măritată atunci) a refuzat, iar Hughes a promis că nu se va mai întâmpla. Cei doi au continuat o prietenie profesională și privată timp de mulți ani. Hughes a rămas prieten bun cu Tierney - când fiica sa s-a născut surdă și oarbă, cu un retard mental din cauză că Tierney a suferit de rubeolă pe timpul sarcinii; Hughes a avut grijă să primească cea mai bună îngrijire medicală și a acoperit toate costurile.
Pe 11 iulie 1936, o mașină condusă de Hughes a lovit și omorât un pieton pe nume Gabriel Meyer într-o intersecție din Los Angeles. Deși Hughes a fost declarat treaz la spitalul la care a fost dus după accident, un doctor din acel spital a declarat în scris că Hughes băuse. Hughes a fost dus la închisoare, fiind suspect de omucidere din neglijență. Un martor ocular a declarat la poliție că Hughes conducea neglijent și cu viteză excesivă și că Meyer staționa într-o zonă ferită. Dar până la proces, martorul și-a schimbat declarația, susținând că Meyer s-a îndreptat direct spre mașina lui Hughes. Hughes a dat aceeași declarație reporterilor după proces, spunând, "Conduceam cu viteză redusă, când un om a ieșit din întuneric, chiar în fața mea". Instanța juridică a hotărât că Hughes este nevinovat.
Pe 12 ianuarie 1957, Hughes s-a căsătorit cu Jean Peters, pe care o cunoștea la Hollywood timp de mulți ani.

## Aviator și Inginer
Hughes a fost toată viața sa un entuziast al aviației, pilot și inginer de avioane. La aeroportul Rogers din Los Angeles, Hughes a învățat să zboare de la pionieri ai aviației, printre care și Moye Stephens. Hughes a stabilit numeroase recorduri mondiale și a proiectat și construit multe avioane cât timp a fost la conducerea Hughes Aircraft, la aeroportul din Glendale. Operând de acolo, cel mai important avion din punct de vedre tehnologic pe care l-a proiectat a fost Hughes H-1 Racer. Pe 13 septembrie 1937, Hughes a stabilit ceea ce se credea că este un record de viteză aeronautică, atingând viteza de 566 km/h la testul său din aproprierea orașului Santa Ana, California. Cu toate acestea, este acum recunoscut că Giuseppe Motta a ajuns la 362 mph în anul 1929 și George Stainforth a atins 407,5 mph în anul 1931. La un an și jumătate după aceea, pe 19 ianuarie 1937, folosind un H-1 Racer reproiectat, căruia i-a adăugat aripi extinse, Hughes a stabilit un record de viteză transcontinental, zburând non-stop din Los Angeles până în New York în 7 ore, 28 de minute și 25 de secunde (doborându-și propriul record de 9 ore și 27 de minute). Viteza medie din timpul zborului a fost de 518 km/h.
Este posibil ca H-1 Racer să fi inspirat multe avioane de război din cel de-al Doilea Război Mondial, precum Mitsubishi Zero, Focke-Wulf Fw 190 și F8F Bearcat, deși nu a fost confirmat.
Pe 10 iulie 1938, Hughes a mai stabilit un record, zburând în jurul lumii în doar 91 de ore (3 zile și 19 ore), depășind recordul precedent cu mai mult de 4 zile. Decolând din New York, a continuat prin Paris, Moscova, Omsk, Iakutsk, Anchorage, Menneapolis și apoi a ajuns din nou la New York. Pentru acest zbor nu a folosit un avion proiectat de el, ci un Lockheed Super Electra (un avion cu două motoare și echipaj format din patru oameni) dotat cu sistem de comunicații și navigație de ultimă oră. Hughes a vrut ca acest zbor să fie un triumf al tehnologiei, arătând că zborul în siguranță pe distanțe mari este posibil. În anul 1938, aeroportul William P. Hobby din Huston, Texas, a fost redenumit aeroportul "Howard Hughes", dar s-a revenit la numele original, după ce populația nu a fost de acord ca aeroportul să fie numit după o persoană în viață.
Ca aviator, Hughes a primit numeroase premii și distincții, printre care trofeul Harmon, în anul 1936 și 1938, trofeul Collier în anul 1938, premiul Octave Chanute în anul 1940, precum și cea mai înaltă distincție civilă a Statelor Unite. Conform ziarului New York Times, Hughes nu s-a dus niciodată la Washington ca să-și ridice distincția. Președintele Harry S. Truman i-a trimis-o prin poștă.

### Accident aproape fatal
Hughes a fost implicat într-un accident aeronautic aproape fatal pe data de 7 iulie 1946, în timp ce pilota un prototip al armatei, XF-11, deasupra orașului Los Angeles. Accidentul a avut loc din cauza unei scurgeri de ulei care a făcut ca unul din motoare să meargă în sens invers. Avionul a intrat în picaj. Hughes a încercat să îl salveze, încercând să aterizeze pe terenul de golf, dar nu a reușit să ajungă la destinația propusă, prăbușindu-se în cartierul Beverly Hills.
După ce avionul s-a oprit, în urma lovirii a trei case, rezervoarele de benzină au explodat, dând foc aeronavei chiar lângă casa Lt Col. Charles E. Meyer. Hughes a reușit să iasă din avionul în flăcări, dar a rămas pe jos, lângă el până când l-a salvat Sergentul William L. Durkin, care era în zonă din întâmplare, în vizită la niște prieteni. În urma accidentului, Hughes a suferit o fractură a claviculei, 24 de coaste rupte și numeroase arsuri de gradul 3.
Cu toate acestea, Hughes era mândru că mintea lui a rămas neafectată. Cât timp stătea pe patul de spital, a decis că nu îi place design-ul patului. Hughes a chemat ingineri care l-au ajutat să facă un design nou, un pat dotat cu apă caldă și rece, 30 de motoare electrice și telecomandă.
Se crede că de atunci a devenit dependent de morfină. Mustața sa caracteristică, pe care a purtat-o de atunci a avut rolul de a ascunde o cicatrice de deasupra buzei, din urma accidentului.

### H-4 Hercules
Articol principal: Hughes H-4 Hercules

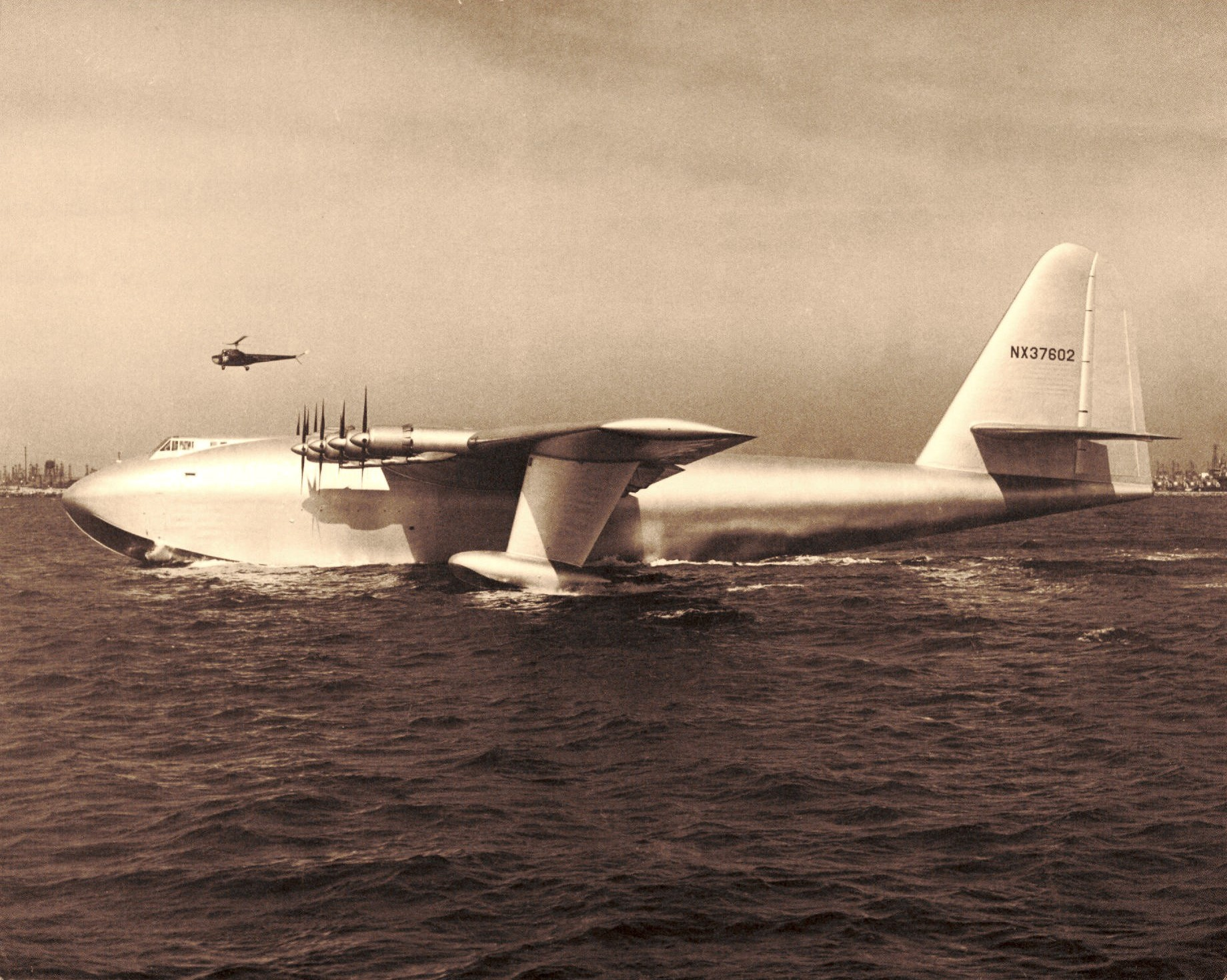
Hughes H-4 Hercules cu Howard Hughes la comandă

H-4 Hercules a fost un avion comandat de guvernul Statelor Unite, pentru a fi folosit în cel de-al Doilea Război Mondial cu scopul de a transporta trupele peste Atlantic și a evita amenințarea germanilor de pe ocean. În anul 1947, a fost cel mai mare avion construit vreodată, cântărind 190 de tone, dar nu a fost finalizat decât la sfârșitul războiului. Hercules a zburat doar o dată, o distanță de 1.6 km (cu Hughes ca pilot) pe data de 2 noiembrie 1947. Hercules a avut cea mai mare lățime, fiind cel mai mare avion plutitor și cel mai mare avion făcut din lemn.

### Hughes Aircraft

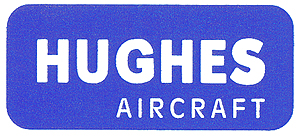

Hughes Aircraft Company a fost fondată de Hughes în anul 1932, într-un hangar închiriat. În timpul și după Al Doilea Război Mondial, Hughes a făcut contracte pentru armata Statelor Unite. Divizia Hughes Helicopters a început în anul 1947, când producătorul de elicoptere Kellett, i-a vândut lui Hughes cel mai recent design pentru a fi fabricat.
În anul 1948, Hughes a creat o nouă divizie a companiei, Hughes Aerospace Group. Aceasta a evoluat următor în Hughes Space and Communications Company în anul 1961. Aceasta a ajuns, în anul 2000 să fie vândută la Boeing.

### Linii aeriene
În anul 1939, la îndemnul lui Jack Frye, președintele TWA, Hughes a cumpărat majoritatea acțiunilor TWA, luând controlul liniei aeriene. Înainte de a-și asuma proprietatea, lui Hughes i s-a interzis de către legea federală să își construiască propriul avion. Căutând un avion mai bun decât cele de la TWA, Boeing 307 Stratoliners, Hughes s-a dus la rivalii Boeing-ului, Lockheed. Hughes a avut o relație bună cu Lockheed, din moment ce ei au construit avionul pe care Hughes l-a folosit pentru a stabili recordul de zbor în jurul lumii, în anul 1938. Lockheed a acceptat cererea lui Hughes ca avionul să fie construit în secret. Rezultatul a fost revoluționarul Constellation, iar TWA a cumpărat primele 40 de modele.
În anul 1956, Hughes a comandat 63 de avioane Convair 880 pentru TWA la un preț de 400 milioane de dolari. Deși Hughes era foarte bogat la vremea aceea, creditorii săi i-au cerut să renunțe la controlul TWA, în schimbul banilor. În anul 1960, Hughes a fost forțat să renunțe la conducerea TWA, deși deținea 78% din companie și s-a luptat pentru a reveni la conducere.
Toată această poveste a dus la sfârșitul relației dintre Hughes și Noah Dietrich. Aceasta a declarat că Hughes a făcut un plan de a vinde Hughes Tool Company, pentru a plăti suma pentru avioanele 880. Dietrich a fost de acord să meargă în Texas pentru a implementa planul, cu condiția ca Hughes să fie de acord cu aranjamentul capitalului, pe care îl promisese demult lui Dietrich. Când Hughes s-a răzgândit, Dietrich și-a dat demisia. Aceasta a declarat că Hughes i-ar fi spus: "Noah, nu pot să exist fără tine!". Dietrich a rămas fermă, încercând să reintre în posesia unor bunuri personale din biroul lui Hughes, care acesta a ordonat să rămână încuiat.
În anul 1966, Hughes a fost forțat de Curtea Federală a Statelor Unite să își vândă acțiunile de la TWA, din cauză că avea conducerea atât TWA, cât și Hughes Aircraft. Vânzarea i-a adus un profit de 547 milioane de dolari. În timpul anilor '70, Hughes s-a întors în afacerea liniilor aeriene, cumpărând Air West și redenumindu-l Hughes Airwest.

## RKO
În anul 1948, Hughes a preluat din nou controlul RKO, un studio important din Hollywood, cumpărând 25% din stock de la Atlas Corporation. La câteva săptămâni de când a luat conducerea, Hughes a concediat trei sferturi din forța de muncă, iar producția a fost întreruptă pentru șase luni în anul 1949, în timp ce el făcea investigația politicii tuturor angajaților rămași. Filmele terminate puteau fi trimise pentru a fi refilmate dacă Hughes credea că vedeta lui (în special dacă era femeie) nu era prezentată corespunzător, sau dacă un film anti-comunist nu era destul de clar. În anul 1952, Hughes a vândut compania unui grup din Chicago fără experiență, care a înrăutățit și mai mult operațiunile studioului.
Hughes a vândut teatrele RKO în anul 1953. Odată cu vânzarea teatrelor profitabile, situația instabilă a studioului a devenit mult mai vizibilă.
La sfârșitul anului 1954, Hughes a recăpătat aproape întreg controlul RKO, cu un preț de 24 de milioane de dolari. Șase luni mai târziu, Hughes l-a vândut celor de la General Tire and Rubber Company pentru 25 de milioane de dolari. Hughes și-a păstrat drepturile asupra tuturor filmelor pe care le-a făcut, inclusiv cele de la RKO. De asemenea, a păstrat contractul cu Jane Russell. Pentru Howard Hughes, acesta a fost sfârșitul carierei sale din industria filmului, care a ținut 25 de ani. Deși a distrus un studio important din Hollywood, reputația sa de geniu financiar a rămas neatinsă. El a plecat de la RKO cu 6,5 milioane de dolari profit personal.
Cei de la General Tire erau interesați în special să exploateze arhiva de programare a televiziunii, deși au încercat să continue producția filmelor. După jumătate de an nu foarte de succes, cei de la General Tire au renunțat în ianuarie 1957.

## Institutul de medicină Howard Hughes
În anul 1953, Hughes a lansat Institutul de medicină Howard Hughes, în Maryland, format cu scopul de bază de a cerceta biomedicina și de a încerca să înțeleagă, în cuvintele lui Hughes "originea vieții". Prima dorință a lui Hughes, care a semnat-o în anul 1925, la 19 ani, a fost ca o parte din averea sa să fie folosită pentru a crea un institut medical care să îi poarte numele. Hughes a oferit tot stock-ul din Hughes Aircraft Company institutului, transformând producția de avioane și nave spațiale într-o fundație de caritate. Noua conducere a institutului a vândut Hughes Aircraft celor de la General Motors, în anul 1985, pentru 5,2 bilioane de dolari. Acest lucru a făcut ca institutul să crească dramatic.
În ziua de azi, Institutul de medicină Howard Hughes este pe locul doi ca cea mai mare fundație privată din America și cea mai mare dedicată cercetării biologice și medicale.

## Scandalul Watergate
Cu puțin înaintea alegerilor prezidențiale din anul 1960, Richard Nixon a fost afectat de dezvăluirea undei datorii de 250 de mii de dolari pe care fratele lui Nixon, Donald o avea la Hughes. În anul 1971, Donald Nixon culegea informații pentru fratele său, în așteptarea alegerilor. Una din sursele lui Donald a fost John H. Meier, un consilier pe teme de afaceri a lui Hughes, care a lucrat și cu senatorul democrat Larry O'Brien.
Cu toate acestea, Meier a conspirat cu Vice Președintele al Statelor Unite, Hubert Humphrey și alte persoane pentru a oferi informații false campaniei lui Nixon. Meier i-a spus lui Donald că este sigur că democrații vor câștiga alegerile, deoarece Larry O'Brien avea multe informații cu privire la afacerile neoficiale ale lui Richard Nixon cu Howard Hughes, care nu au fost niciodată dezvăluite. O'Brien nu a avut niciodată asemenea informații, dar a vrut să îl facă pe Nixon să creadă că avea. Donald i-a spus fratelui său că O'Brien avea informații legate de Hughes, care îi vor ruina campania electorală.

## Glomar Explorer
În anul 1972, Hughes a fost rugat de către CIA să ajute la recuperarea submarinului sovietic K-129, care s-a scufundat lângă insulele Hawaii cu patru ani înainte. Hughes a fost de acord. Astfel a apărut Glomar Explorer, un utilaj de salvare realizat special pentru această misiune. Implicarea lui Hughes a adus CIA-ului un pretext, având de făcut cercetări cu marina civilă la adâncimi extreme pentru a descoperi zăcăminte de magneziu. În vara anului 1974, Glomar Explorer a încercat să ridice submarinul sovietic.
Cu toate acestea, o defecțiune la gheara de metal a aparatului a făcut ca submarinul să se rupă la jumătate, iar una din părți să se scufunde pe fundul oceanului. Se presupune că acestă secțiune conținea obiecte importante, precum cartea cu coduri și rachete nucleare. Două torpile nucleare, precum și niște mașini folosite în criptografie au fost recuperate. Această operațiune, cunoscută ca Proiectul Jennifer, a devenit publică în februarie 1975 din cauză că niște hoți au obținut documente secrete din biroul lui Hughes în iunie 1974.

## Controlând imperiul financiar
Odată cu creșterea imperiului, Hughes a încercat să micșoreze taxele. În primii ani ai companiei Hughes Aircraft, Hughes a încercat să își mute compania din California de Sud în Nevada, pentru a profita de taxele mici de acolo. Apoi, Hughes a donat tot stock-ul de la Hughes Aircraft la Institutul de Medicină Howard Hughes, transformând compania care producea avioane militare într-o fundație de caritate care nu plătea taxe. Pentru a evita taxele pe venit, Hughes a făcut ca conducerea de la Hughes Aircraft să declare stock-ul companiei ca parte din compensația personală.

## Declinul fizic și mental
Încă din anul 1930, Hughes avea simptomele unei boli mintale. Prieteni apropriați ai săi au declarat că era obsedat de mărimea arahidelor, una din gustările lui preferate, pe care le sorta folosind o furculiță specială. În timp ce regiza The Outlaw, Hughes a devenit obsedat de un defect minor al unei bluze pe care o purta Jane Russell. Hughes zicea că fabricanții au strâns la un loc mai multe cusături, dând senzația a două sfârcuri pe sânii lui Russell. Hughes a fost atât de preocupat de această problemă, încât a scris un memorandum detaliat echipajului de filmare, pentru ca ei să rezolve problema.
Richard Fleischer, care a regizat filmul "His kind of woman" (în limba română= Genul lui de femeie), avându-l pe Hughes ca producător executiv, a scris în autobiografia sa cât de greu i-a fost să lucreze cu Hughes. Acesta spunea că Hughes era obsedat de detalii mărunte și era extrem de indecis. Fleischer chiar a zis că schimbările bruște de dispoziție ale lui Hughes l-au făcut să se întrebe dacă filmul va mai fi vreodată terminat.
În anul 1958 a început unul dintre cele mai bizare episoade din viața lui Hughes. În decembrie, anul acela, Hughes a spus ajutoarelor sale că vrea să vizioneze niște filme într-un studio aproape de casa lui. Hughes nu a părăsit acea sală de cinema pentru mai bine de patru luni. Se hrănea în principal cu ciocolată și lapte, ușurându-se în sticle și containere goale. Era înconjurat de numeroase cutii de șervețele pe care le rearanja încontinuu, căutând simetria. Scria instrucțiuni clare ajutoarelor sale să nu se uite la el, să nu vorbească cu el și să răspundă doar când sunt întrebați. În tot acest timp, Hughes stătea fixat pe un scaun, de cele mai multe ori gol, urmărind film după film, zi după zi. Când a ieșit de acolo, în vara anului 1958, igiena lui era groaznică. Nu făcuse baie, iar părul și unghiile erau netăiate de săptămâni întregi. Mulți oameni cred că în tot acest timp, Hughes a avut o cădere nervoasă și a vrut ca nimeni să nu știe.
După incidentul cu sala de cinema, Hughes s-a mutat la hotelul Beverly Hills. De asemenea, a închiriat numeroase camere pentru ajutoarele sale, soția sa și numeroasele lui amante. Comportamentul său bizar a continuat acolo. Hughes stătea gol în camera de hotel, cu un pliant roz al hotelului care îi acoperea testiculele și urmărea filme. Într-un singur an, se estimează că a cheltuit 11 milioane de dolari la acel hotel.
În timpul unei noi obsesii legate de statul său de proveniență, Texas, Hughes a început să cumpere toate lanțurile de restaurante și toate hotelurile de 4 stele de pe teritoriul Texasului. Hughes a lăsat conducerea restaurantelor în mâinile Institutului de medicină Howard Hughes.
După aceea, a devenit obsedat de filmul "Ice Station Zebra", apărut în anul 1968. Hughes a urmărit acest film, conform ajutoarelor sale, de 150 de ori.
Hughes insista să folosească pensete pentru a ridica obiecte, astfel, protejându-se de germeni. De asemenea, el observa praf și scame pe hainele altor persoane și cerea ca acestea să le înlăture.
Din cauza numeroaselor accidente aeronautice, Hughes a suferit dureri o mare parte a vieții sale. De aceea, a devenit dependent de morfină și alte medicamente împotriva durerii. Se presupune că și această dependență i-a cauzat tulburarea obsesiv-coercitivă.
Cândva cel mai mediatizat om din America, Hughes a dispărut din imaginea publică, cu toate că tabloidele continuau să urmărească zvonurile cu privire la comportamentul său ciudat. S-a declarat de multe ori că Hughes este bolnav, instabil psihic sau chiar mort.
La un moment dat, Hughes își tăia părul și unghiile doar o dată pe an. Câțiva doctori erau ținuți în casa lui, deși aceștia îl vedeau foarte rar, iar Hughes nu le asculta sfaturile. Spre sfârșitul vieții, Hughes a început să își țină aproape foarte mulți călugări, considerându-i singurii în care poate avea încredere, chiar dacă Hughes nu era membru al bisericii lor.

## Viața la Las Vegas
Bogatul și bătrânul om de afaceri, Howard Hughes, însoțit de ajutoarele lui personale, a început să se mute de la un hotel la altul, rezervând mereu mansarda hotelului. În ultimii zece ani ai vieții, între anii 1966 și 1976, Hughes a locuit în hoteluri din Beverly Hills, Boston; Las Vegas; Nassau, Bahamas; Freeport, Bahamas; Vancouver, Canada; Londra, Anglia; Managua, Nicaragua; Acapulco, Mexic ș.a.
Pe data de 24 noiembrie 1966 (de Ziua Recunoștinței), Hughes a ajuns în Vegas cu trenul și s-a mutat la Desert Inn. A refuzat să părăsească hotelul, iar pentru a evita un conflict cu proprietarii, a cumpărat hanul în anul 1967. Etajul 8 al hotelului a devenit cartierul general al imperiului lui Hughes, iar mansarda de la etajul 9 era apartamentul personal. Între anii 1966 și 1968, Hughes a cumpărat și alte hoteluri sau casino-uri (Castaways, New Frontier, Sands și Silver Slipper). Un incident neobișnuit a marcat conexiunea dintre Hughes și Las Vegas. În timpul contractului său cu hotelul Last Frontier din anul 1944, animatorul ambulant Liberace, l-a luat din greșeală pe Hughes drept directorul său secundar, instruind-ul să aducă o lumină albastră pentru a cânta melodia "Claire De Lune" (clar de lună). Directorul de divertisment al hotelului a venit și l-a prezentat pe Hughes lui Liberace, lămurind confuzia.
Hughes voia să schimbe imaginea orașului Las Vegas, să o facă mai extravagantă decât era deja. Conform unei scrisori de-ale sale către un ajutor: "Îmi place să mă gândesc la Las Vegas ca la un bărbat bine îmbrăcat și o femeie frumoasă cu blănuri și bijuterii ieșind dintr-o mașină scumpă". Hughes a cumpărat câteva televiziuni locale.
Toate afacerile lui Huhges erau supravegheate de o mică organizație neoficială numită "The Mormon Mafia". Pe lângă supravegherea zilnică asupra afacerilor și sănătății lui Hughes, aceștia făceau eforturi considerabile pentru a satisface toate capriciile lui Hughes. Hughes a devenit la un moment dat fan al înghețatei "Baskin-Robbins' Banana Nut", iar ajutoarele sale au făcut eforturi mari pentru a asigura un transport substanțial pentru el, pentru a descoperi apoi că firma a întrerupt aroma. Aceștia au comandat cea mai mică cantitate pe care compania o putea livra pentru o comandă specială (de 1.300 litri), pe care au transportat-o de la Los Angeles. La câteva zile după ce comanda a ajuns, Hughes a spus că s-a săturat de Banana Nut și că vrea doar înghețată French Vanilla. Dessert Inn a oferit înghețată Banana Nut gratis pentru clienții casinoului, până când s-au terminat cei 1.300 litri.
Fiind proprietarul a numeroase afaceri din Las Vegas, Hughes a exercitat o influență importantă politică și economică în statul Nevada și nu numai. În timpul anilor 1960 și 1970, Hughes s-a opus testelor nucleare subterane care aveau loc în Nevada la acea vreme. El era îngrijorat de deșeurile radioactive care puteau rezulta în urma testelor. Hughes a încercat să oprească testele. Când testul a avut loc în final, în ciuda încercărilor lui Hughes, detonatorul a fost atât de puternic încât tot hotelul a fost zguduit de undele de șoc. În două manevre de ultim moment, Hughes și-a instruit ajutoarele să ofere mită de milioane de dolari președinților Lyndon B. Johnson și Richard Nixon. Acestea nu au dat nicodată banii, dar au raportat că Johnson a refuzat banii și că nu l-au putut contacta pe Nixon.
În anul 1971, Jean Peters a semnat pentru divorț. Ea și Hughes nu au mai locuit împreună de mulți ani. Peters a cerut o pensie anuală de 70.000 de dolari pentru tot restul vieții. Hughes i-a oferit o locuință în valoare de peste un milion de dolari, dar ea a refuzat. Hughes nu a insistat să obțină o înțelegere de confidențialitate de la ea, ca condiție a divorțului. Ajutoarele sale au spus că Hughes nu i-a vorbit niciodată urât. Peters a refuzat să povestească viața ei alături de Hughes, precum și niște oferte de la editori și biografi. Peters a declarat doar că nu l-a mai văzut pe Hughes de ani de zile înaintea divorțului și că a vorbit cu el doar la telefon.
Hughes trăia la hotelul Intercontinental de lângă lacul Managua în Nicaragua, căutând siguranță și intimitate, atunci când un cutremur cu magnitudine de 6.5 grade pe scara Richter a afectat Macagua în anul 1972. Ca o măsură de precauție, Hughes s-a mutat la Palatul Național ca invitat al lui Anastasio Somoza Debayle, pentru ca apoi să meargă în Florida cu un avion personal. Apoi s-a mutat la reședința sa din insulele Grand Bahama, pe care o cumpărase recent și și-a trăit acolo ultimii patru ani ai vieții sale.
Hughes a cheltuit în total peste 300 milioane de dolari în Las Vegas pentru numeroasele lui proprietăți.

### Memoriul fals
În anul 1972, autorul Clifford Irving a făcut senzație în media când a pretins că a scris împreună cu el autobiografia autorizată a lui Hughes. Hughes era atât de retras încât nu a apărut imediat în public pentru a respinge această declarație, făcând mulți oameni să creadă că cartea lui Irving este o autobiografie veritabilă. Totuși, înainte de publicarea cărții, Hughes l-a denunțat pe Irving printr-o teleconferință și proiectul a fost expus ca o înșelăciune. Irving a fost acuzat de fraudă și condamnat la 17 luni de închisoare. În anul 1977, cartea "Înșelăciunea" de Clifford Irving a fost publicată în Anglia; este povestea acestor evenimente. Filmul "The Hoax" cu Richard Gere se bazează pe această poveste.

## Decesul
Decesul lui Hughes a fost raportat pe data de 5 aprilie 1976, la ora 1:27 PM la bordul unui avion al lui Robert Graf, zburând de la reședința lui din Freeport, Grand Bahama la Huston. Activitățile sale și medicamentele l-au făcut foarte greu de recunoscut, având părul din cap și cel facial, precum și unghiile foarte lungi. Avea o înălțime de 193 cm și cântărea doar 41 kg. Cei de la FBI a trebuit să îi ia amprentele pentru a-l identifica.
Rezultatul autopsiei a fost că Hughes a murit din cauza unui blocaj renal. Condiția sa fizică era foarte slabă atunci când a murit. Razele X au arătat ace de seringă rupte în brațele lui, precum și malnutriție. Cu toate că rinichii lui erau bolnavi, celelalte organe interne erau perfect sănătoase.
Hughes a fost înmormântat în cimitirul Glenwood în Huston, Texas, lângă părinții lui.